# آلبرت بورن
آلبرت بورن (انگلیسی: Albert Bourne؛ 1863 – ۱۹۳۰ (۶۶−۶۷ سال)) بازیکن فوتبال اهل بریتانیا بود.
از باشگاه‌هایی که در آن بازی کرده‌است می‌توان به باشگاه فوتبال استوک سیتی اشاره کرد.